# 渭田镇
渭田镇，是中华人民共和国福建省南平市松溪县下辖的一个乡镇级行政单位。

## 行政区划
渭田镇下辖以下地区：
吴村、溪尾村、源头村、株林村、杉坑村、小黄沙村、竹贤村、角岐村、木丘村、东边村、仙槎村、山镇村、潘墩村、项溪村、渡头村、巨口村、董坑村、上塘村和渭田村。